# Umboi
Umboi (deutsch veraltet: Ruk Insel bzw. englisch Rook Island) ist eine Vulkaninsel in der Morobe Province von Papua-Neuguinea. Sie liegt zwischen dem Festland von Neuguinea und der Insel Neubritannien und gehört zum Distrikt Tewai-Siassi. In den 1850er Jahren fanden auf der Insel die ersten christlichen Missionsversuche im heutigen Papua-Neuguinea überhaupt statt.

## Geographie
Die Insel ist östlich durch die Dampier-Straße von Neubritannien und südwestlich durch die Vitiaz-Straße von Neuguinea getrennt. Die höchste Erhebung beträgt 1548 Meter. Umboi ist die größte der Siassi-Inseln.
Vom Vulkan Mount Talo gibt es keine bekannten Eruptionen.

## Geschichte
1936 wurde auf der Insel eine lutherische Mission gegründet, die von Pastor P. H. Freund geleitet wurde. 1940 wurde Freund von Lt. Commander Eric Feldt von der Royal Australian Navy als Coast Watcher (deutsch: Küstenwächter) angeworben.
1943 wurde die Insel kurzzeitig von 500 japanischen Soldaten des 51. Aufklärungsregiments besetzt, das von Oberst Jiro Sato kommandiert wurde. Anfang Dezember 1943 zogen sich die Japaner nach mehreren alliierten Bombenangriffen von der Insel zurück.

## Gesellschaft, Sprachen und Religionen
Auf Umboi werden die folgenden Sprachen gesprochen:
- Arop-Lokep (austronesisch)
- Barim (austronesisch)
- Kovai (trans-neuguinea-Sprache)
- Lukep (austronesisch)
- Mbula (austronesisch)
- Mutu (austronesisch)

Daneben ist die Mehrzahl der Bevölkerung der Verkehrssprache Tok Pisin mächtig.
Unter der Inselbevölkerung sind die christliche Religion und animistische ethnische Religionen verbreitet.